# Championnat de France de futsal 2012-2013
Navigation
Saison 2011-2012 Saison 2013-2014
Le Championnat de France de futsal 2012-2013 est le championnat national de premier niveau du futsal français. Il s'agit de la dernière édition sous ce format de deux poules avec finale entre les premiers.
Le Sporting Paris remporte son troisième titre consécutif. Le championnat est constitué de deux groupes de douze équipes, les six premiers de chaque poule forment la nouvelle Division 1 2013-2014, les six autres équipes prennent part à la Division 2 2013-2014.

## Équipes participantes
Vingt-quatre clubs prennent part à la saison 2012-2013. Six promus du niveau régional s'ajoutent aux clubs classés entre la première et la neuvième places la saison précédente.
Les équipes sont réparties en deux groupes de douze équipes. Aucune équipe présente la saison précédente ne change de groupe.
| Club                            | Résultat 2011-2012 | Dernière montée | Groupe |
| ------------------------------- | ------------------ | --------------- | ------ |
| Sporting Club de Paris          | 1er groupe A       | 2008            | A      |
| Béthune Futsal Club             | 2e groupe A        | 2010            | A      |
| Garges Djibson ASC              | 3e groupe A        | 2007            | A      |
| AJM Faches-Thumesnil            | 4e groupe A        | 2008            | A      |
| Roubaix AFS                     | 5e groupe A        | 2011            | A      |
| Longwy Boys Futsal              | 6e groupe A        | 2011            | A      |
| AS Bagneux Futsal               | 7e groupe A        | 2011            | A      |
| ASL Clénay                      | 8e groupe A        | 2008            | A      |
| Roubaix Futsal                  | 9e groupe A        | 2007            | A      |
| Vision Nova Arcueil             | régional           | 2012            | A      |
| Sporting Strasbourg Futsal      | régional           | 2012            | A      |
| Sporting Club Hérouville Futsal | régional           | 2012            | A      |
| Paris Métropole Futsal          | 1er groupe B       | 2007            | B      |
| FC Erdre Atlantique             | 2e groupe B        | 2007            | B      |
| Lyon Footzik                    | 3e groupe B        | 2007            | B      |
| Cannes BF                       | 4e groupe B        | 2008            | B      |
| FC Picasso Échirolles           | 5e groupe B        | 2010            | B      |
| Kremlin-Bicêtre United          | 6e groupe B        | 2007            | B      |
| Bruguières SC                   | 7e groupe B        | 2008            | B      |
| UJS Toulouse                    | 8e groupe B        | 2008            | B      |
| Toulon TEF                      | 7e groupe B        | 2011            | B      |
| Montpellier Petit-Bard          | régional           | 2012            | B      |
| Bastia Centre Futsal            | régional           | 2012            | B      |
| Toulouse Futsal Club            | régional           | 2012            | B      |

## Format de la compétition
Chaque groupe se joue à la manière d'un tournoi toutes rondes. Au terme de cette phase, les premiers des deux groupes s'affrontent pour déterminer le champion de France qualifié pour la Coupe de futsal de l'UEFA 2013-2014.
Pour le passage de la première division à une seule poule de douze clubs la saison suivante, les six clubs classés dans la seconde moitié du classement de chacun des deux groupes sont relégués dans la future Division 2, aussi mise en place pour la saison 2013-2014.

## Compétition

### Groupe A
| \| Arcueil Bagneux Béthune Clénay Faches-Thumesnil Garges Hérouville Longwy SC Paris Roubaix AFS Roubaix Futsal Strasbourg \| Équipes du groupe A |
| Arcueil Bagneux Béthune Clénay Faches-Thumesnil Garges Hérouville Longwy SC Paris Roubaix AFS Roubaix Futsal Strasbourg                           |

| Rang | Équipe                              | Pts | J  | G  | N | P  | Bp  | Bc  | Diff |
| ---- | ----------------------------------- | --- | -- | -- | - | -- | --- | --- | ---- |
| 1    | Sporting Club de Paris              | 77  | 20 | 19 | 0 | 1  | 157 | 57  | +100 |
| 2    | Roubaix AFS                         | 60  | 20 | 12 | 4 | 4  | 93  | 77  | +16  |
| 3    | ASL Clénay                          | 56  | 20 | 11 | 3 | 6  | 96  | 73  | +23  |
| 4    | Béthune Futsal Club                 | 55  | 20 | 11 | 2 | 7  | 110 | 97  | +13  |
| 5    | Garges Djibson ASC                  | 54  | 20 | 11 | 2 | 7  | 105 | 91  | +14  |
| 6    | AS Bagneux Futsal                   | 52  | 20 | 10 | 2 | 8  | 86  | 66  | +20  |
| 7    | Roubaix Futsal                      | 52  | 20 | 10 | 2 | 8  | 70  | 68  | +2   |
| 8    | AJM Faches-Thumesnil                | 48  | 20 | 8  | 4 | 8  | 73  | 74  | -1   |
| 9    | Vision Nova Arcueil P               | 30  | 20 | 3  | 1 | 16 | 63  | 104 | -41  |
| 10   | Longwy Boys Futsal                  | 29  | 20 | 3  | 1 | 16 | 55  | 129 | -74  |
| 11   | Sporting Strasbourg Futsal P        | 24  | 20 | 1  | 1 | 18 | 72  | 144 | -72  |
| 12   | Sporting Club Hérouville Futsal P D | 0   | 0  | 0  | 0 | 0  | 0   | 0   | 0    |

Promotions et relégations
- Qualification pour la finale
- Relégation en Division 2 2013-2014
- Rétrogradé au niveau régional

Abréviations
- P : Promu de Ligue Régionale 2011-2012
- D : Déclassement (sanction de la FFF)

En mars 2013, le SC hérouvillais est exclu du championnat avant la 19e journée à la suite d'une fraude sur identité de licence. Selon l'article 20.8 du règlement du championnat, l'exclusion ayant eu lieu avant les quatre dernières journées de la compétition, Hérouville est déclassé et perd tous ses points. Les onze autres clubs de D1 voient aussi leurs résultats et points pris contre le club fautif annulés.

### Groupe B
| \| Bastia Bruguières Cannes Échirolles La Chapelle-sur-Erdre Le Kremlin-Bicêtre Lyon Montpellier Paris MF Toulon Toulouse FC Toulouse UJS \| Équipes du groupe B |
| Bastia Bruguières Cannes Échirolles La Chapelle-sur-Erdre Le Kremlin-Bicêtre Lyon Montpellier Paris MF Toulon Toulouse FC Toulouse UJS                           |

| Rang | Équipe                   | Pts | J  | G  | N | P  | Bp  | Bc  | Diff |
| ---- | ------------------------ | --- | -- | -- | - | -- | --- | --- | ---- |
| 1    | FC Erdre-Atlantique      | 70  | 22 | 15 | 3 | 4  | 144 | 60  | +84  |
| 2    | Bruguières SC            | 66  | 22 | 14 | 2 | 6  | 89  | 59  | +30  |
| 3    | Cannes Bocca Futsal      | 65  | 22 | 14 | 1 | 7  | 108 | 71  | +37  |
| 4    | Paris Métropole Futsal   | 65  | 22 | 14 | 1 | 7  | 75  | 64  | +11  |
| 5    | Lyon Footzik             | 59  | 22 | 11 | 4 | 7  | 105 | 70  | +35  |
| 6    | Toulon Tous Ensemble     | 59  | 22 | 12 | 1 | 9  | 94  | 74  | +20  |
| 7    | FC Picasso Échirolles    | 57  | 22 | 11 | 2 | 9  | 107 | 85  | +22  |
| 8    | Montpellier Petit-Bard P | 53  | 22 | 10 | 1 | 11 | 106 | 125 | -19  |
| 9    | UJS Toulouse             | 36  | 22 | 5  | 0 | 17 | 69  | 104 | -35  |
| 10   | Bastia Centre Futsal P   | 25  | 22 | 1  | 0 | 21 | 49  | 172 | -123 |
| 11   | Toulouse Futsal Club P   | 24  | 22 | 1  | 0 | 21 | 45  | 193 | -148 |
| 12   | Kremlin-Bicêtre United D | 0   | 22 | 15 | 3 | 4  | 145 | 59  | +86  |

Promotions et relégations
- Qualification pour la finale
- Relégation en Division 2 2013-2014
- Rétrogradé en Division 2 2013-2014

Abréviations
- P : Promu de Ligue Régionale 2011-2012
- D : Déclassement (sanction de la FFF)

Le Kremlin-Bicêtre ne finit pas la saison. Ses supporteurs envahissent le terrain et frappent un joueur adverse lors de la réception du FC Erdre. Les Parisiens sont déclassés par la Fédération à deux journées de la fin du championnat, alors qu'ils sont premiers.

## Finale
Samedi 18 mai 2013 à Toulon, la quatrième finale du championnat de France de futsal oppose le Sporting Paris au FC Erdre. Les deux clubs se sont qualifiés en terminant premiers de leurs poules respectives.
| Finale      | Sporting Paris               | 3 – 0 | FC Erdre-Atlantique |                                                                                                |                                                                                                |
| 18 mai 2013 | Juanillo 3e 6e · Betinho 39e | (2-0) |                     | Palais des sports Jauréguiberry, Toulon Spectateurs : 2 000 Arbitrage : MM. Berg Audic et Uzan | Palais des sports Jauréguiberry, Toulon Spectateurs : 2 000 Arbitrage : MM. Berg Audic et Uzan |